# マルコム・デヴィッド・ケリー
マルコム・デヴィッド・ケリー（Malcolm David Kelley, 1992年5月12日 - ）は、アメリカ合衆国カリフォルニア州出身の俳優である。

## 主な出演作品
- アントワン・フィッシャー きみの帰る場所 ANTWONE FISHER (2002)
- LOST Lost (2004-2009)
- ブロンクス・キッズ/夢はチェス盤の向こうに　KNIGHTS OF THE SOUTH BRONX (2005)
- ローアンドオーダー　性犯罪特捜班　シーズン７
- デトロイト DETROIT (2017) - マイケル・クラーク 役